# La mano dello scorticato
La mano dello scorticato è un racconto breve scritto da Guy de Maupassant nel 1875.

## Trama
A Parigi, una sera, l'io narrante è a casa di Louis R..., che ha riunito alcuni compagni di collegio.  All'improvviso entra un altro amico, Pierre, che ha riportato dal soggiorno in Normandia, dov'è nato, un cimelio. Euforico, mostra un'orrenda mano scorticata. Vendevano gli averi di uno stregone, che era affezionato a questa mano, appartenuta, a suo dire, a un criminale giustiziato nel 1736 dopo aver ucciso la moglie e il curato che li aveva sposati, e dopo aver compiuto molte altre nefandezze. Pierre sostiene di voler appendere la mano al campanello per spaventare i creditori.
L'indomani, l'io narrante fa visita a Pierre che, vistosi intimare lo sfratto dal proprietario, disgustato dalla mano appesa al campanello dell'ingresso, mette l'arto sul campanello dell'alcova e congeda l'amico. Questi, rincasato, passa una notte inquieta, fino a quando non vengono a svegliarlo per comunicargli che Pierre è stato assassinato. Pierre, in realtà, non è morto, ma è ridotto in condizioni pietose, ferito da cinque dita sprofondate con gran forza sul collo, e la mano è sparita.
Pierre si salva ma ha ormai perso la ragione. Per sette mesi riceve all'ospizio le quotidiane visite dell'amico finché, un giorno, spira sotto i suoi occhi in preda al delirio, urlando: «Prendila! Prendila! Mi strangola, aiuto, aiuto!».
Essendo Pierre orfano, è l'amico a portarlo a P..., suo villaggio natale in Normandia, dove si celebrano i funerali. È qui, nel luogo in cui la mano è stata acquistata e in cui Pierre e il suo amico hanno trascorso l'infanzia, che avverrà la sepoltura. Mentre sono intenti a scavare la fossa, i becchini rinvengono una bara di cui non conoscevano l'esistenza. Chiamato l'amico del morto, aprono la cassa e trovano lo scheletro di uno scorticato, con la mano che giace accanto a lui. Pierre verrà allora sepolto più lontano.

## Edizione
Maupassant pubblicò il racconto su L'Almanach lorrain de Pont-à-Mousson nel febbraio 1875 con lo pseudonimo Joseph Prunier, il nome con cui era noto nel gruppo di amici canottieri. All'editore fu presentato da un amico canottiere Léon Fontaine.
Il racconto fu successivamente rielaborato in una nuova versione intitolata La mano, pubblicata in "Le Gaulois", il 23 dicembre 1883.

## Ispirazione
Il racconto fu ispirato dall'incontro dello scrittore con il poeta Algernon Swinburne nel soggiorno di costui a Étretat tra il 1865 e il 1868.

## Tematiche
- attrazione per il meraviglioso e il bizzarro
- esplorazione dell'ignoto, del soprannaturale
- inadeguatezza dei sensi umani a percepire l'invisibile